# Jim McWithey
Jim McWithey (n. 4 iulie 1927 – d. 1 februarie 2009) a fost un pilot de curse auto american care a evoluat în Campionatul Mondial de Formula 1 între anii 1959 și 1960.
1. ↑   http://www.indianapolismotorspeedway.com/news/13095/Two-Time_Indianapolis_500_Starter_McWithey_Dies_At_81 Lipsește sau este vid: |title= (ajutor)